# Lill-Slumptjärnen
Lill-Slumptjärnen är en sjö i Bodens kommun i Norrbotten och ingår i Råneälvens huvudavrinningsområde.